# Henry A. Wallace
Henry Agard Wallace (7. oktober 1888 – 18. november 1965) var amerikansk landbrugsminister 1933–1940, vicepræsident 1941–45 og handelsminister 1945-1946. Han var kendt for sine venstresympatier.
Da præsident Roosevelt tiltrådte sin 4. periode som præsident blev Wallace erstattet af Harry S. Truman som vicepræsident. Grunden til dette var at Roosevelts helbred var dårligt, og demokraterne ønskede en anden som vicepræsident (og efterfølger til præsidentembedet) hvis han skulle dø før hans periode var omme. Dette var fordi Wallace blev anset som lidt for liberal, og af enkelte også upålidelig.
Wallace blev i stedet udpeget til handelsminister i 1945. Han blev afskediget fra den post i september 1946 af Truman, som nu havde overtaget efter den afdøde Roosevelt, da Wallace var modstander af den nye administrations hårde linje mod Sovjet. Nogle dage tidligere, den 12. september, havde Wallace også holdt en opsigtsvækkende tale i Madison Square Garden hvor han gav et helt andet syn på hvordan politikken overfor Sovjet skulle bedrives end det udenrigsministeren James Byrnes stod for. Truman havde læst dele af talen og godkendt den på forhånd. Præsidenten følte sig derfor ganske skamfuld for måden han havde håndteret hændelsen på.
Wallace stillede op som præsidentkandidat ved valget i 1948 for antikrigspartiet American Progressive Party, men endte med kun 2,4% af stemmerne.